# Embajada de España en Macedonia del Norte
La Embajada de España en Macedonia del Norte es la máxima representación legal del Reino de España en la República de Macedonia del Norte.

## Embajador
El actual embajador es José Luis Lozano García, quien fue nombrado por el gobierno de Pedro Sánchez el 16 de septiembre de 2021.

## Misión diplomática
El Reino de España posee una única representación en el país balcánico, situada en la capital del país, Skopie, creada con carácter residente en 2006. Previamente había existido un consulado honorario de 1999 a 2009 en la capital de Macedonia.

## Historia
La «República de Macedonia» se independizó de la Antigua Yugoslavia en 1991. España y Macedonia del Norte, establecieron relaciones diplomáticas el 28 de julio de 1994, los asuntos diplomáticos entre ambos países quedaron bajo la Embajada española en Sofía (Bulgaria) desde el nombramiento del primer embajador no residente en 1995. Finalmente, en 2006 se creó la embajada residente.

## Disputa del nombre Macedonia
El uso del término «Macedonia» fue rechazado por Grecia y surgió una disputa sobre la denominación de este país entre ambos estados. Como término medio, en 1993 se adoptó la referencia provisional «(la) antigua República Yugoslava de Macedonia», nombre utilizado por la ONU y los países miembros. Las negociaciones entre ambos países culminaron con la aprobación de un cambio de nombre para el país balcánico, así, el Parlamento de Macedonia lo aprobó el 11 de enero de 2019 y el de Grecia el 26 de enero de ese mismo año. El 12 de febrero de 2019 el país fue renombrado de manera oficial como República de Macedonia del Norte.